# Agrypon daisetsuzanum
Agrypon daisetsuzanum là một loài tò vò trong họ Ichneumonidae.